# شورآباد (خیزی)
شورآباد، خیزی (به ترکی آذربایجانی: Şorabad) یک منطقهٔ مسکونی در جمهوری آذربایجان است که در شهرستان خیزی واقع شده‌است. شورآباد ۲٬۲۳۲ نفر جمعیت دارد.